# CATIA
CATIA — система автоматизированного проектирования (САПР) французской фирмы Dassault Systèmes.

## История
CATIA V1 была анонсирована в 1981 году.
В настоящий момент в мире используются две версии — V4 и V5, которые значительно отличаются. CATIA V4 была анонсирована в 1993 году и создавалась для Unix-подобных операционных систем, CATIA V5 была анонсирована в 1998 году и это первая из версий, которая может работать под управлением Microsoft Windows. По заверению Dassault Systèmes, CATIA V5 была написана с «нуля» и воплотила в себе передовые технологии САПР конца XX века — начала XXI века.
В первое время CATIA V5 не пользовалась популярностью на рынке, и, чтобы стимулировать переход с V4 на V5, Dassault Systèmes выдвинула концепцию управления жизненным циклом изделия (англ. Product Lifecycle Management, PLM). Концепция оказалась удачной, и её подхватила почти вся индустрия САПР.
В феврале 2008 года Dassault Systèmes анонсировала новую версию системы — CATIA V6. V6 будет поддерживать программы моделирования для всех инженерных дисциплин и коллективные бизнес-процессы на протяжении жизненного цикла изделия. Новая концепция получила название «PLM 2.0 на платформе V6». Суть концепции — трёхмерное моделирование и коллективная работа в реальном времени. Для связи между людьми, находящимися в разных точках мира, предусмотрены средства простого подключения к интернету.
По словам президента концерна Бернар Шарле (Bernard Charlès), PLM 2.0 открывает возможность использовать интеллектуальные плоды онлайн-взаимодействия. Каждый пользователь может придумывать, разрабатывать продукты и обмениваться информацией о них на универсальном 3D-языке. Пользователи смогут в наглядной форме оперировать одновременно виртуальными и реальными объектами.
В PLM-решение V6 войдут системы:
- CATIA для автоматизации проектирования
- ENOVIA для управления инженерными данными и коллективной работы
- SIMULIA[англ.] для инженерного анализа
- DELMIA[англ.] для цифрового производства.

Решения PLM V6 для малого и среднего бизнеса разрабатываются израильским филиалом фирмы Dassault Systèmes Israel (SMARTEAM).
Основными конкурентами являются NX от Siemens PLM Software и PTC Creo Elements/Pro от Parametric Technology Corporation.
В 2010 году произошло объединение с IBM PLM.

## Реализованные проекты
- Корпорация Boeing — проектирование самолётов
- Проектирование Airbus A380 (самого большого в мире пассажирского самолёта)
- Проектирование Sukhoi Superjet 100
- Проектирование АПЛ «Вирджиния»
- ITER — термоядерный реактор
- АО «Информационные спутниковые системы имени академика М. Ф. Решетнёва» - проектирование спутников